# Вязовый Гай (Саратовская область)
Вя́зовый Гай — железнодорожный разъезд (населённый пункт) в Хвалынском районе Саратовской области, входит в состав Благодатинского муниципального образования.

## Этимология
Железнодорожный разъезд получил название по расположенному на расстоянии 2,6 км (по прямой) к северо-востоку селу Вязовый Гай (Ульяновская область).

## География
Населённый пункт находится при железнодорожном разъезде (объект транспортной инфраструктуры) Вязовый Гай. Разъезд введён в эксплуатацию 1 ноября 1942 года в рамках участка Сенная — Сызрань, являющегося частью Волжской рокады, меридиональной железнодорожной магистрали, построенной в прифронтовых условиях вдоль правого берега Волги.

### Часовой пояс
Вязовый Гай, как и вся Саратовская область, находится в часовой зоне МСК+1. Смещение применяемого времени относительно UTC составляет +4:00.

## Население
| 2002 | 2003 | 2004 | 2005 | 2006 | 2007 | 2008 |
| ---- | ---- | ---- | ---- | ---- | ---- | ---- |
| 10   | ↘9   | →9   | →9   | →9   | ↘7   | →7   |
| 2009 | 2010 | 2011 |      |      |      |      |
| →7   | ↗14  | ↘5   |      |      |      |      |

### Национальный состав
Согласно результатам переписи 2002 года, в национальной структуре населения армяне составляли 37 % из 10 чел., татары — 32 %.